# Costi di insolvenza
I costi di insolvenza sono i costi legati alla insorgere della insolvenza di una azienda, ovvero l'incapacità di una azienda di fare fronte alle passività alla loro maturazione
Un esempio, fornito da Modigliani e Miller nel loro lavoro del 1963, è dato dal caso del debito in presenza di tassazione: se da un lato la presenza di indebitamento crea dei benefici fiscali per le imprese, poiché i pagamenti sugli interessi sono deducibili, d'altra parte essa aumenta i costi attesi derivanti dall'eventuale insolvenza. Il livello ottimale del debito uguaglierà i benefici marginali ai costi marginali, determinando una struttura del capitale ottimale.
Le teorie del trade-off non si limitano al caso dei benefici fiscali e dei costi d'insolvenza; diversi lavori hanno evidenziati benefici e costi alternativi. Uno dei primi esempi è dato dal lavoro di Stewart Myers (1977), che introduce il problema del debt overhang: in presenza di debito, un'impresa che agisce nell'interesse dei propri azionisti potrebbe non sfruttare delle opportunità di investimento aventi un valore attuale netto positivo, poiché parte dei benefici da esse derivanti andrebbero a vantaggio dei creditori dell'impresa, senza alcuna ricaduta positiva per gli azionisti. Ciò costituirebbe un ulteriore costo del debito, che andrebbe ad aggiungersi ai costi attesi d'insolvenza proposti da Miller e Modigliani.
Un esempio stilizzato può rendere più chiara questa argomentazione. Si supponga che un'impresa abbia un progetto d'investimento il cui valore attuale netto è pari a 100 000 euro. Poiché il valore attuale netto è positivo, è efficiente per l'impresa intraprendere l'investimento. Se tuttavia l'impresa ha inoltre un debito pari anch'esso a 100 000 euro, tutto il profitto derivante dall'investimento andrà ai suoi creditori, a ripagare il debito. Se il management agisce nell'interesse degli azionisti, non avrà dunque alcun incentivo a intraprendere il progetto d'investimento — che pure sarebbe efficiente — dal momento che questo non apporterà alcun beneficio agli azionisti stessi.
I casi evidenziati da Miller e Modigliani e Myers non sono gli unici esempi di teorie del trade-off. L'elemento che caratterizza questo insieme di teorie è costituito dalla conclusione che, tramite un trade-off tra benefici e costi attesi del debito, si possa determinare una struttura ottimale del capitale, tale cioè che massimizzi il valore di un'impresa. Questa proposizione distingue le teorie del trade-off dalle teorie del pecking order e del market timing.